# Waldästhetik
Die Waldästhetik beschäftigt sich mit der sensitiver Wahrnehmung und dem Erleben des Waldes.
Die Waldlandschaftspflege dient der Gestaltung des Waldes im Hinblick auf die Wahrnehmungs- und Erlebnisqualität. 
Ein Ziel ist es, trotz und mithilfe der menschlichen Einflussnahme durch die Forstwirtschaft eine harmonische Waldlandschaft zu schaffen, die auch Raum lässt für die Ursprünglichkeit der Wildnis.
Das ästhetische Empfinden ist der Mode unterworfen. 
Heute geht es in der Regel nicht darum, den Wald „nur schön“ zu gestalten, sondern ihm seine sinnlich erlebbare Vielfalt und Eigenart zu belassen. Als relativ gering vom Menschen beeinflusster Raum hat der Wald unschätzbaren Wert für die menschliche Naturerfahrung. Das nicht Gemachte, sondern aus eigener Kraft Gewordene und Gewachsene ist dort erlebbar; andererseits eben auch der Prozess bodenständiger menschlicher Naturaneignung.
Früher war die Forstästhetik ein geläufiger Begriff, der im 19. Jahrhundert aufkam und 1885 von Heinrich von Salisch als „Die Lehre von der Schönheit des Wirtschaftswaldes“ definiert wurde. Sein Buch „Forstästhetik“ erschien in drei Auflagen, zuletzt 1911.